# 24 mm Tankbüchse 41

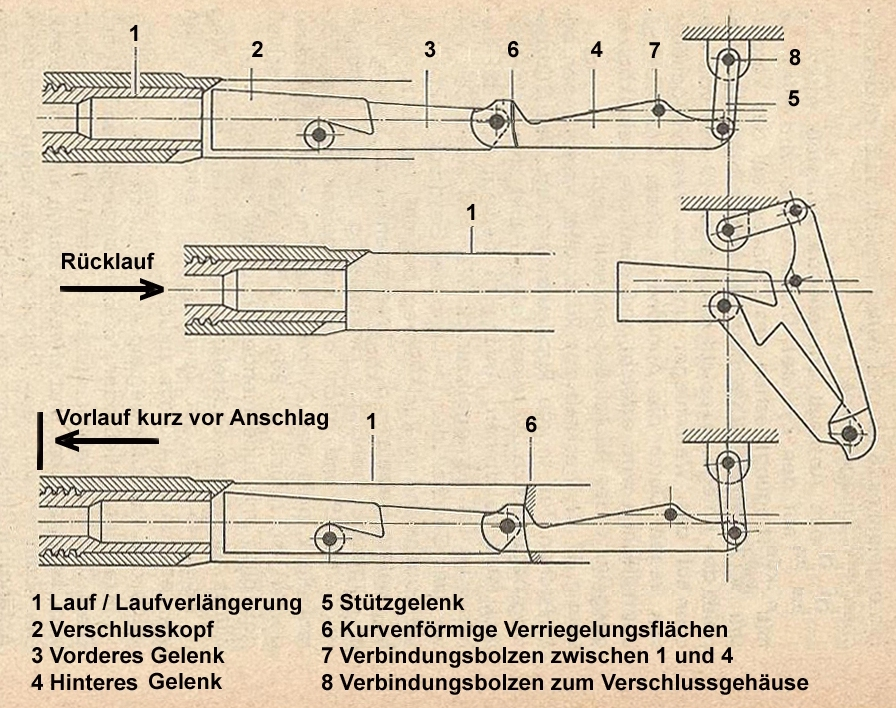
Funktion des Tb 41 Kniegelenkverschlusses

Die 24 mm Tankbüchse 41 oder Tb 41 W + F ist wie ihr Vorgänger, das Modell 1938, eine schwere Panzerbüchse, die im Zweiten Weltkrieg in der Schweiz eingesetzt wurde und mit dem Aufkommen von Panzerabwehrwaffen, die Hohlladungen verschiessen, in den 1950er-Jahren ausgemustert wurde.

## Geschichte
Hersteller war die Waffenfabrik Bern, die bis Kriegsende 3581 Tankbüchsen vom Typ 24 mm Tb 41 herstellte. Die Waffe wurde ab Mai 1941 an die Infanterie und die Leichten Truppen abgegeben. Von der Panzerwagenkanone 38 im gleichen Kaliber wurden 30 Stück gebaut. Als Besonderheit kam die Waffe auf den Patrouillenbooten der Schweizer Armee zum Einsatz.
Der Chefkonstrukteur war Oberst Adolf Furrer, damaliger Direktor der Waffenfabrik Bern, welche der Armeeführung unterstand und bis auf Ausnahmen alle leichten und mittleren Waffen der Schweizer Armee herstellte oder aus fremdfabrizierten Komponenten zusammenbaute. Furrer entwickelte sein Verschlusssystem in den 1920er-Jahren. Die erste auf diesem Prinzip hergestellte Waffe war das Lmg 25. Daraufhin wurden alle Seriefeuer- und Selbstladewaffen, von der 9-mm-Maschinenpistole über die 24 mm Tb 41 bis zur 34-mm-Fliegerabwehrkanone, mit Wasser- oder Luftkühlung, nach dem gleichen Verschlussprinzip gebaut.

## Technik
Die Tb 41 ist ein aufschiessender Rückstosslader mit einem Kniegelenkverschluss System Furrer. Sie ist eine Weiterentwicklung der zuschiessenden 24 mm Pzw-Kan 38, die als Hauptwaffe des Panzerwagen 39 LT-H (Praga)  diente und der Pzaw B-K 38, die als Panzerabwehr-Befestigungskanone 38 eingesetzt wurde. Die Änderung auf aufschiessend wurde notwendig, um die Zielgenauigkeit der von Fusstruppen eingesetzten Waffe zu erhöhen. Um den Rückstoss zu vermindern, musste deswegen eine wesentlich grössere Mündungsbremse verwendet werden als beim Vorgänger. Dies erlaubte, die Waffe ab Räderlafette, MG-Lafette und ab Bodenauflage zu schiessen.
Im Unterschied zu den klassischen Luger-Pistolen und Maxim-Maschinengewehren wird der Kniegelenkverschluss System Furrer der Tankbüchse Tb 41 nicht durch eine Steuerkurve, sondern durch ein an der Verlängerung des Hintergelenkes angebrachtes Stützgelenk geknickt.
Das Verriegelungsprinzip ist dasselbe wie beim Lmg 25. In verriegelter Stellung befindet sich der bewegliche Teil der Waffe, bestehend aus Lauf, Laufverlängerung und Verschluss in der vorderen Endlage. Das Kniegelenk ist gestreckt und blockiert den Verschlusskopf hinter dem Patronenlager. Das am hinteren Ausleger des Kniegelenkes angelenkte Stützgelenk ist schwenkbar mit dem festen Teil der Waffe verbunden. Es steht ungefähr im rechten Winkel zum übrigen Verschluss, stützt die Verlängerung des hinteren Hebelarms ab und verhindert dadurch das Brechen (d. h. Einknicken) des Kniegelenkes. Der beim Abschuss entstehende Rückstoss auf den Verschlusskopf wird nicht durch die Gelenkbolzen des Kniegelenkes abgefangen, sondern durch Druckübertragungsflächen, die diesen auf die Vorderseite des Hintergelenkes übertragen. Dieses trägt dort Verriegelungselemente, präziser ausgedrückt kurvenförmige Verriegelungsflächen, die in an der Laufverlängerung passende Gegenlager eingreifen. Durch den Rücklauf des beweglichen Teils der Waffe bricht das Stützgelenk das Kniegelenk, worauf das Hintergelenk ausschwenkt, die Verriegelung ist gelöst. Der durch das Stützgelenk weiter gesteuerte Rücklauf wird durch die Schliessfeder umgekehrt, die Waffe lädt nach und ist wieder schussbereit. Zum Laden der Waffe ist hinten am Gehäuse ein Ladehebel angebracht, welcher den beweglichen Teil der Waffe, Lauf, Laufverlängerung und Verschluss wie beim Schuss nach hinten zieht, indem der Hebel nach hinten geschwenkt und losgelassen wird.

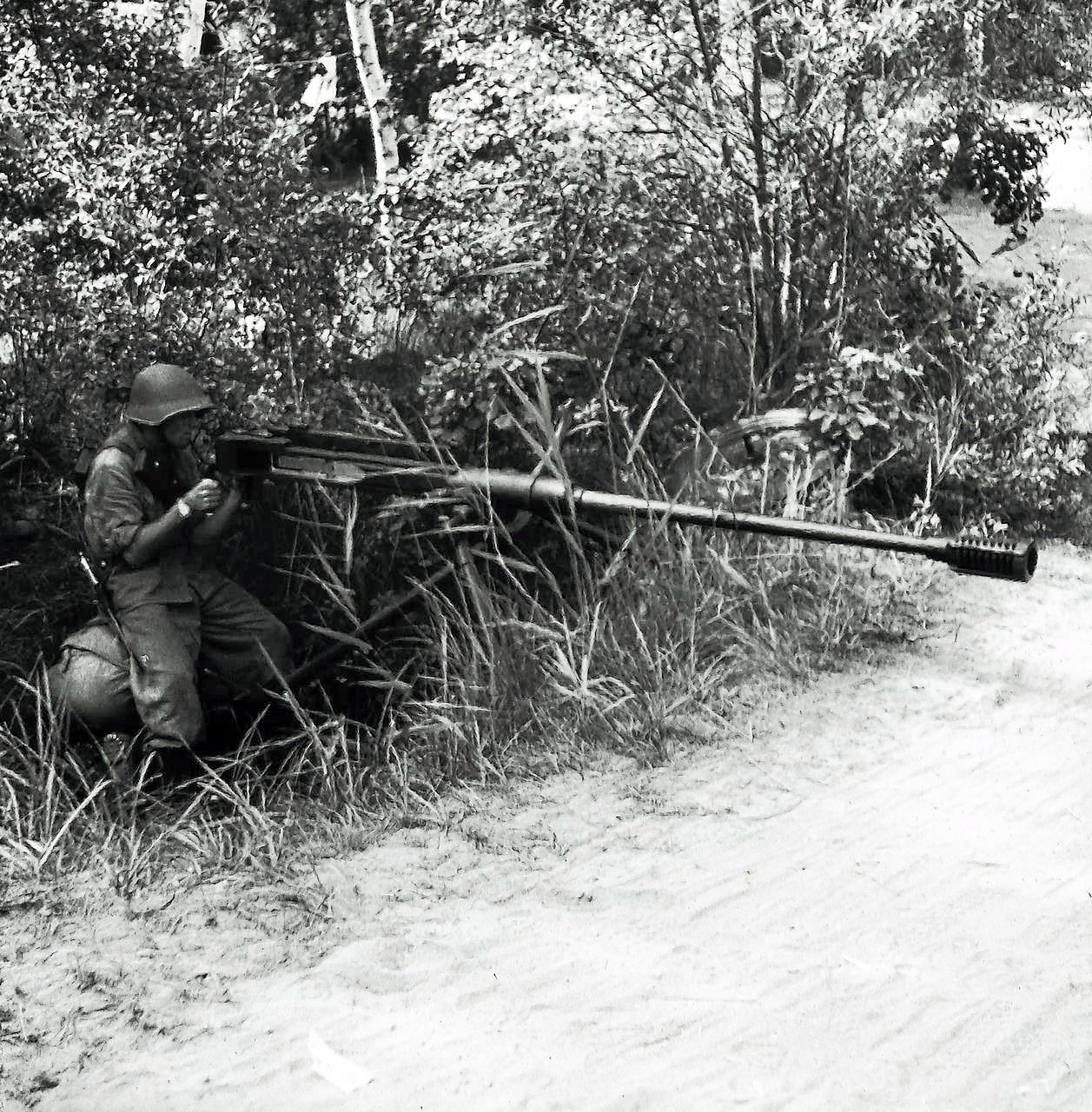
Tankbüchse 41 im Aktivdienst

An der Laufmündung ist eine Mündungsbremse aufgesetzt die einen Teil der hinter dem Geschoss austretenden Pulvergase seitlich nach hinten ablenkt und dadurch den Rückstoss vermindert. Sie besteht aus einem hülsenförmigen Bremsringhalter, der fünf Bremsringe und drei Blindringe enthält. Durch Austauschen der Ringe kann der zum Nachladen benötigte Rückstoss reguliert werden.
Die Waffe ist mit einem offenen Visier ausgerüstet, Visierbereich bis 1500 m. Zudem kann ein bis 3000 m regulierbares Zielfernrohr aufgesetzt werden, Vergrösserung 1.8 fach, Gesichtsfeld 300 Promille. Das Zielfernrohr wurde nur selten verwendet.
Die Zuführung der Munition erfolgt von rechts aus einem Stangenmagazin mit sechs Schuss, der Auswurf der Hülsen erfolgt nach links. Nach dem letzten Schuss wird das Magazin automatisch ausgestossen.
Transportiert wurde die Waffe auf ihrer Radlafette mit Pneurädern, von welcher auch geschossen werden konnte. Mit abgenommenen Rädern war sie als Dreibeinlafette verwendbar. Um das Nachführen gegen bewegte Ziele zu erleichtern, war die Waffe frei schwenkbar. Zusätzlich zur Radlafette konnte auch die Lafette des Mg 11 verwendet werden, dazu musste unter dem Waffengehäuse ein Mg-Support angebracht werden. Wurde die Waffe direkt ab Boden geschossen, so wurde sie mit dem mittleren Teil auf die Deckung gelegt und so weit zurückgezogen, bis der Mg-Support auf einem Widerlager festsass.
Auch für den Vorgänger der Tb 41, der in den Festungen auf Mg-11-Festungslafetten verwendeten Pzaw B-K 38 konnte die gleiche Radlafette verwendet werden mit dem Unterschied allerdings, dass die Räder nicht Pneus, sondern entsprechende Holzreifen trugen. Der Grund dafür war Gummimangel während des Zweiten Weltkrieges.

## Munition
Die Tb 41 und ihre Vorgänger verschossen Panzergranaten (24 mm Pz-G.V.), Geschossform spitz, Geschosskörper gehärtet, Vollgeschoss ohne Sprengladung, mit Leuchtsatz. Gegen leicht gedeckte und ungedeckte Ziele war die Stahlgranate (24 mm St-G.) vorgesehen, Geschossform vorne verjüngt, Momentanzünder, Sprengladung Trotyl, mit Leuchtsatz. Die Übungsgranate (24 mm U-G.) entspricht der Stahlgranate mit einem Verzögerungszünder sowie einer kleineren Sprengladung zur Markierung des Einschlages. Alle Geschosse sind mit einem Kupferring versehen, dieser führt das Geschoss im Lauf, überträgt den Drall und verhindert das Entweichen von Pulvergasen.
- Gesamtlänge der Patrone: 210 mm
- Gewicht: 460 gr
- Geschoss: 225 gr
- Brenndauer des Leuchtsatzes: 2,3 Sekunden